# Aucula kimsa
Aucula kimsa là một loài bướm đêm trong họ Noctuidae.